# Liste der Mitglieder des Sächsischen Landtags 1895/96
Diese Liste gibt einen Überblick über die Mitglieder des 26. ordentlichen Sächsischen Landtags, der vom 14. November 1895 bis zum 28. März 1896 tagte.

## Zusammensetzung der I. Kammer

### Präsidium
- Präsident: Richard Graf von Könneritz
- Vizepräsident: Paul Alfred Stübel
- 1. Sekretär: Ernst Heinrich Thiele
- 2. Sekretär: Friedrich Theodor von Zezschwitz

### Vertreter des Königshauses und der Standesherrschaften
| Besitz oder Institution                                      | Abgeordneter                                                 | Bemerkungen |
| ------------------------------------------------------------ | ------------------------------------------------------------ | ----------- |
| Sächsisches Königshaus                                       | Prinz Georg Prinz Friedrich August Prinz Johann Georg        |             |
| Besitzer der Standesherrschaft Königsbrück                   | Karl Robert Bruno Naumann                                    |             |
| Besitzer der Standesherrschaft Reibersdorf                   | Johann Georg Graf von Einsiedel                              |             |
| Besitzer der Herrschaft Wildenfels                           | Friedrich Magnus Graf zu Solms-Wildenfels                    |             |
| Vertreter der vier Schönburgischen Lehnsherrschaften         | Karl Heinrich Wolf Wilhelm Franz Graf und Herr von Schönburg |             |
| Bevollmächtigter der fünf Schönburgischen Rezessherrschaften | Karl Alfred von Wächter                                      |             |
| Vertreter der Universität Leipzig                            | Felix Victor Birch-Hirschfeld                                |             |

### Vertreter der Geistlichkeit
| Amt                                  | Abgeordneter                         | Bemerkungen       |
| ------------------------------------ | ------------------------------------ | ----------------- |
| Evangelischer Oberhofprediger        | Ernst Julius Meier                   |                   |
| Dekan des Domstifts zu Bautzen       | Ludwig Wahl                          |                   |
| Superintendent zu Leipzig            | Johann Theodor Oskar Pank            |                   |
| Vertreter des Kollegiatstifts Wurzen | Theodor Friederici                   |                   |
| Vertreter des Hochstifts Meißen      | Dietrich Otto Freiherr von Berlepsch | † 14. Januar 1896 |

### Auf Lebenszeit gewählte Abgeordnete der Rittergutsbesitzer
| Wahlbezirk            | Abgeordneter                                                  | Bemerkungen |
| --------------------- | ------------------------------------------------------------- | ----------- |
| Meißner Kreis         | Rudolf Karl Freiherr von Finck                                |             |
| Meißner Kreis         | Egon Karl Kaspar Graf von Rex                                 |             |
| Meißner Kreis         | Karl Christian Arthur Freiherr Dathe von Burgk                |             |
| Erzgebirgischer Kreis | Wilhelm von Herder                                            |             |
| Erzgebirgischer Kreis | Ernst Wecke                                                   |             |
| Oberlausitz           | Ferdinand Graf und Edler Herr zu Lippe-Biesterfeld-Weißenfeld |             |
| Oberlausitz           | Johann Friedrich von Wiedebach                                |             |
| Oberlausitz           | Friedrich Theodor von Zezschwitz                              |             |
| Leipziger Kreis       | Benno Karl Rudolf von Watzdorf                                |             |
| Leipziger Kreis       | Heinrich Wilhelm Leberecht Crusius                            |             |
| Vogtländischer Kreis  | Rudolph Woldemar von Bodenhausen                              |             |
| Vogtländischer Kreis  | Karl Gustav Heinrich von Metzsch                              |             |

### Rittergutsbesitzer durch Königliche Ernennung
- Hans Dietrich Konrad von Trützschler
- Bernhard Edler von der Planitz
- Richard Graf von Könneritz
- Karl Kaspar Graf von Rex
- Otto Ludwig Christof von Schönberg
- Leo Sahrer von Sahr
- Arnold Woldemar von Frege-Weltzien
- Georg Hempel
- Julius Pfeiffer
- Hans von Trebra-Lindenau

### Magistratspersonen
| Wahlbezirk | Abgeordneter                                        | Bemerkungen |
| ---------- | --------------------------------------------------- | ----------- |
| Dresden    | Gustav Otto Beutler, Oberbürgermeister              |             |
| Leipzig    | Otto Robert Georgi, Oberbürgermeister               |             |
| Plauen     | Rudolf Bernhard August Dittrich, Bürgermeister      |             |
| Freiberg   | Heinrich Gustav Beck, Bürgermeister                 |             |
| Riesa      | Max Heinrich Klötzer, Bürgermeister                 |             |
| Döbeln     | Ernst Heinrich Thiele, Bürgermeister                |             |
| Bautzen    | Johannes Käubler, Bürgermeister                     |             |
| Chemnitz   | Heinrich Friedrich Wilhelm André, Oberbürgermeister |             |

### Vom König nach freier Wahl ernannte Mitglieder
- Hermann von Nostitz-Wallwitz
- Theodor Hultzsch
- Alfred Thieme
- Karl Robert Gruner
- Karl Louis Wehinger

## Zusammensetzung der II. Kammer

### Präsidium
- Präsident: Karl Gustav Ackermann
- 1. Vizepräsident: Lothar Ottokar Wilhelm Streit
- 2. Vizepräsident: Arthur Georgi
- 1. Sekretär: Johannes Müller
- stellvertretender 1. Sekretär: Robert Fritzsching
- 2. Sekretär: Oswald Ahnert
- stellvertretender 2. Sekretär: Karl Friedrich August Reißmann

### Städtische Wahlbezirke
| Wahlbezirk | Abgeordneter                    | Partei / politische Ausrichtung       | Bemerkungen                    |
| ---------- | ------------------------------- | ------------------------------------- | ------------------------------ |
| Dresden 1  | Eduard Wetzlich                 | Konservativer Landesverein in Sachsen |                                |
| Dresden 2  | Bernhard Behrens                | Konservativer Landesverein in Sachsen |                                |
| Dresden 3  | Karl Julius Fräßdorf            | SPD                                   |                                |
| Dresden 4  | August Kaden                    | SPD                                   |                                |
| Dresden 5  | Paul Gruner                     | SPD                                   |                                |
| Leipzig 1  | Paul Bassenge                   | NLP                                   |                                |
| Leipzig 2  | Otto Schill                     | NLP                                   |                                |
| Leipzig 3  | Gustav Fritzsche                | DFP                                   |                                |
| Leipzig 4  | Karl Pinkau                     | SPD                                   |                                |
| Leipzig 5  | Friedrich Maximilian Schober    | Konservativer Landesverein in Sachsen |                                |
| Chemnitz 1 | Alfred Otto Theuerkorn          | Deutschsoziale Partei                 |                                |
| Chemnitz 2 | Heinrich Julius Seifert         | SPD                                   |                                |
| Zwickau    | Lothar Ottokar Wilhelm Streit   | DFP                                   |                                |
| 1          | Johannes Rollfuß                | NLP                                   |                                |
| 2          | Karl Friedrich August Reißmann  | Konservativer Landesverein in Sachsen |                                |
| 3          | Richard Huste                   | Konservativer Landesverein in Sachsen |                                |
| 4          | Wilhelm Hering                  | Konservativer Landesverein in Sachsen |                                |
| 5          | Karl Gustav Ackermann           | Konservativer Landesverein in Sachsen |                                |
| 6          | Wilhelm August Seim             | NLP                                   |                                |
| 7          | Karl August Rudolf Rüder        | Konservativer Landesverein in Sachsen |                                |
| 8          | Ernst Robert Härtwig            | Konservativer Landesverein in Sachsen |                                |
| 9          | Ludwig Albert Julius Niethammer | NLP                                   |                                |
| 10         | Paul Herfurth                   | NLP                                   |                                |
| 11         | Johannes Müller                 | Konservativer Landesverein in Sachsen |                                |
| 12         | Oswald Ahnert                   | NLP                                   |                                |
| 13         | Oskar Liebau                    | Konservativer Landesverein in Sachsen |                                |
| 14         | Louis Seydler                   | Konservativer Landesverein in Sachsen | verstorben am 6. Dezember 1896 |
| 14         | Karl Grünberg                   | SPD                                   | Nachwahl                       |
| 15         | Theodor Kästner                 | NLP                                   |                                |
| 16         | Hermann Teichmann               | NLP                                   |                                |
| 17         | Karl Albin Uhlmann              | DFP                                   |                                |
| 18         | Max Schubert                    | Deutschsoziale Partei                 |                                |
| 19         | Karl Crüwell                    | NLP                                   |                                |
| 20         | Julius Bochmann                 | Konservativer Landesverein in Sachsen |                                |
| 21         | Arthur Georgi                   | NLP                                   |                                |
| 22         | Hugo Gottfried Opitz            | Konservativer Landesverein in Sachsen |                                |
| 23         | Robert Adolf Kellner            | NLP                                   |                                |
| 24         | Rudolf Knoll                    | NLP                                   | am 10. April 1896 verstorben   |

### Ländliche Wahlbezirke
| Wahlbezirk | Abgeordneter                 | Partei / politische Ausrichtung       | Bemerkungen           |
| ---------- | ---------------------------- | ------------------------------------- | --------------------- |
| 1          | Wilhelm Volke                | Konservativer Landesverein in Sachsen |                       |
| 2          | Theodor Richter              | NLP                                   |                       |
| 3          | Oskar Preibisch              | NLP                                   |                       |
| 4          | Rudolph Elwir Hähnel         | Konservativer Landesverein in Sachsen |                       |
| 5          | Johann Schmole               | Konservativer Landesverein in Sachsen | sorbisch Jan Smoła    |
| 6          | Karl Friedrich Matthes       | Konservativer Landesverein in Sachsen |                       |
| 7          | Karl Oswald Minkwitz         | DFP                                   |                       |
| 8          | Michael Kockel               | Konservativer Landesverein in Sachsen | sorbisch Michał Kokla |
| 9          | Gustav Philipp               | DFP                                   |                       |
| 10         | Ernst Schulze                | SPD                                   |                       |
| 11         | Friedrich Wilhelm May        | DFP                                   |                       |
| 12         | Friedrich Gustav Frenzel     | DFP                                   |                       |
| 13         | Ernst Steyer                 | Konservativer Landesverein in Sachsen |                       |
| 14         | Emil Kluge                   | Konservativer Landesverein in Sachsen |                       |
| 15         | Philipp Steyer               | Konservativer Landesverein in Sachsen |                       |
| 16         | Georg Horn                   | SPD                                   |                       |
| 17         | Ernst Emil Horst             | Konservativer Landesverein in Sachsen |                       |
| 18         | Otto Steiger                 | Konservativer Landesverein in Sachsen |                       |
| 19         | Karl Heinrich Richter        | Konservativer Landesverein in Sachsen |                       |
| 20         | Adolf Eulitz                 | Konservativer Landesverein in Sachsen |                       |
| 21         | Ernst Däberitz               | Konservativer Landesverein in Sachsen |                       |
| 22         | Johann Nepomuk Köckert       | Konservativer Landesverein in Sachsen |                       |
| 23         | Hermann Goldstein            | SPD                                   |                       |
| 24         | Reinhold Postelt             | SPD                                   |                       |
| 25         | Eduard Rößner                | Konservativer Landesverein in Sachsen |                       |
| 26         | Magnus Guido Uhlemann        | Konservativer Landesverein in Sachsen |                       |
| 27         | Karl Paul Mehnert            | Konservativer Landesverein in Sachsen |                       |
| 28         | Karl Ernst Seydel            | Konservativer Landesverein in Sachsen |                       |
| 29         | Robert Fritzsching           | Konservativer Landesverein in Sachsen |                       |
| 30         | Friedrich Geyer              | SPD                                   |                       |
| 31         | Franz Hofmann                | SPD                                   |                       |
| 32         | Johannes Schubart            | Konservativer Landesverein in Sachsen |                       |
| 33         | Theodor Heymann              | Konservativer Landesverein in Sachsen |                       |
| 34         | Louis Uhlig                  | Konservativer Landesverein in Sachsen |                       |
| 35         | Friedrich Wilhelm Kühlmorgen | Konservativer Landesverein in Sachsen |                       |
| 36         | Heinrich Stolle              | SPD                                   |                       |
| 37         | Karl Paul Horn               | SPD                                   |                       |
| 38         | Johann Hermann Uhlig         | Konservativer Landesverein in Sachsen |                       |
| 39         | Hermann Leithold             | Konservativer Landesverein in Sachsen |                       |
| 40         | Karl Wilhelm Stolle          | SPD                                   |                       |
| 41         | Friedrich Moritz Wolf        | Konservativer Landesverein in Sachsen |                       |
| 42         | Gustav Rostosky              | Konservativer Landesverein in Sachsen |                       |
| 43         | Hermann Kramer               | NLP                                   |                       |
| 44         | Wilhelm Zeidler              | Konservativer Landesverein in Sachsen |                       |
| 45         | Clemens Wehner               | Konservativer Landesverein in Sachsen |                       |